# Сен-Бартелеми-де-Бельгард
Сен-Бартелеми́-де-Бельга́рд (фр. Saint-Barthélemy-de-Bellegarde) — коммуна во Франции, находится в регионе Аквитания. Департамент — Дордонь. Входит в состав кантона Монпон-Менестероль. Округ коммуны — Перигё.
Код INSEE коммуны — 24380.

## География

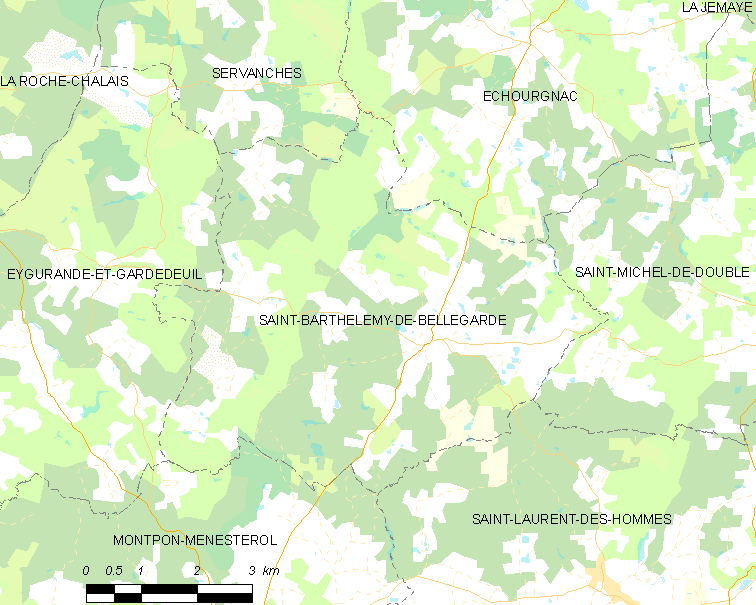
Карта коммуны

Коммуна расположена приблизительно в 450 км к юго-западу от Парижа, в 70 км северо-восточнее Бордо, в 45 км к западу от Перигё.

### Климат
Климат умеренный океанический со средним уровнем осадков, которые выпадают преимущественно зимой. Лето здесь долгое и тёплое, однако также довольно влажное, здесь не бывает регулярных периодов летней засухи. Средняя температура января — 5 °C, июля — 18 °C. Изредка вследствие стечения неблагоприятных погодных условий может наблюдаться непродолжительная засуха или случаются поздние заморозки. Климат меняется очень часто, как в течение сезона, так и год от года.

## Население
Население коммуны на 2010 год составляло 522 человека.
| 1962 | 1968 | 1975 | 1982 | 1990 | 1999 | 2010 |
| ---- | ---- | ---- | ---- | ---- | ---- | ---- |
| 484  | 372  | 401  | 451  | 408  | 464  | 522  |

## Администрация
| Период | Период | Фамилия         | Партия                       | Примечания |
| ------ | ------ | --------------- | ---------------------------- | ---------- |
| 1995   | 2008   | Морис Рюэль     |                              |            |
| 2008   | 2020   | Брижит Кабироль | беспартийная → Разные правые | секретарь  |

## Экономика
В 2010 году среди 327 человек трудоспособного возраста (15-64 лет) 210 были экономически активными, 117 — неактивными (показатель активности — 64,2 %, в 1999 году было 63,5 %). Из 210 активных жителей работали 176 человек (103 мужчины и 73 женщины), безработных было 34 (17 мужчин и 17 женщин). Среди 117 неактивных 18 человек были учениками или студентами, 55 — пенсионерами, 44 были неактивными по другим причинам.

## Достопримечательности
- Церковь Св. Варфоломея (XIX век)
- Замок Девиз (XVII век)

## Фотогалерея

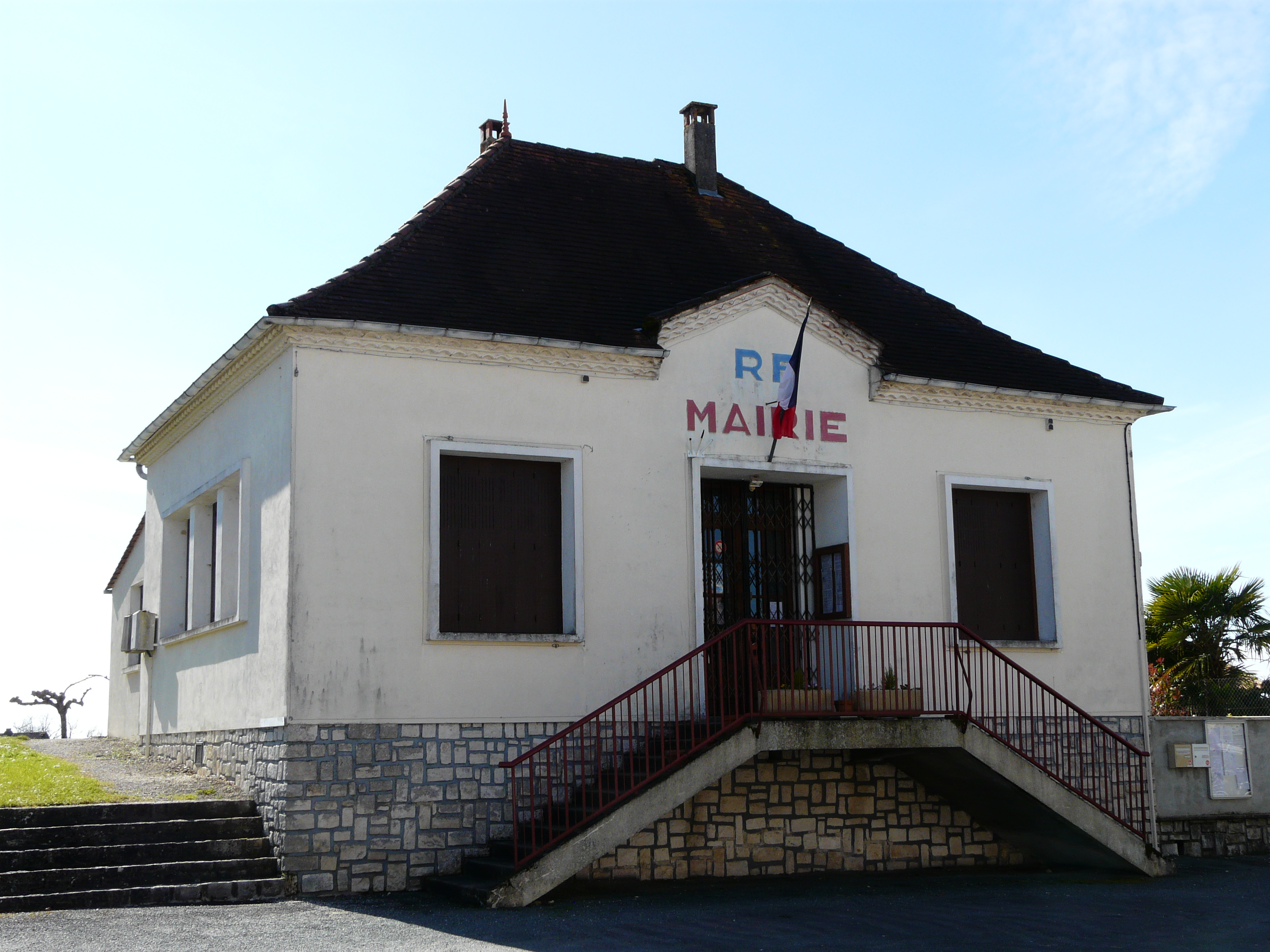
Мэрия
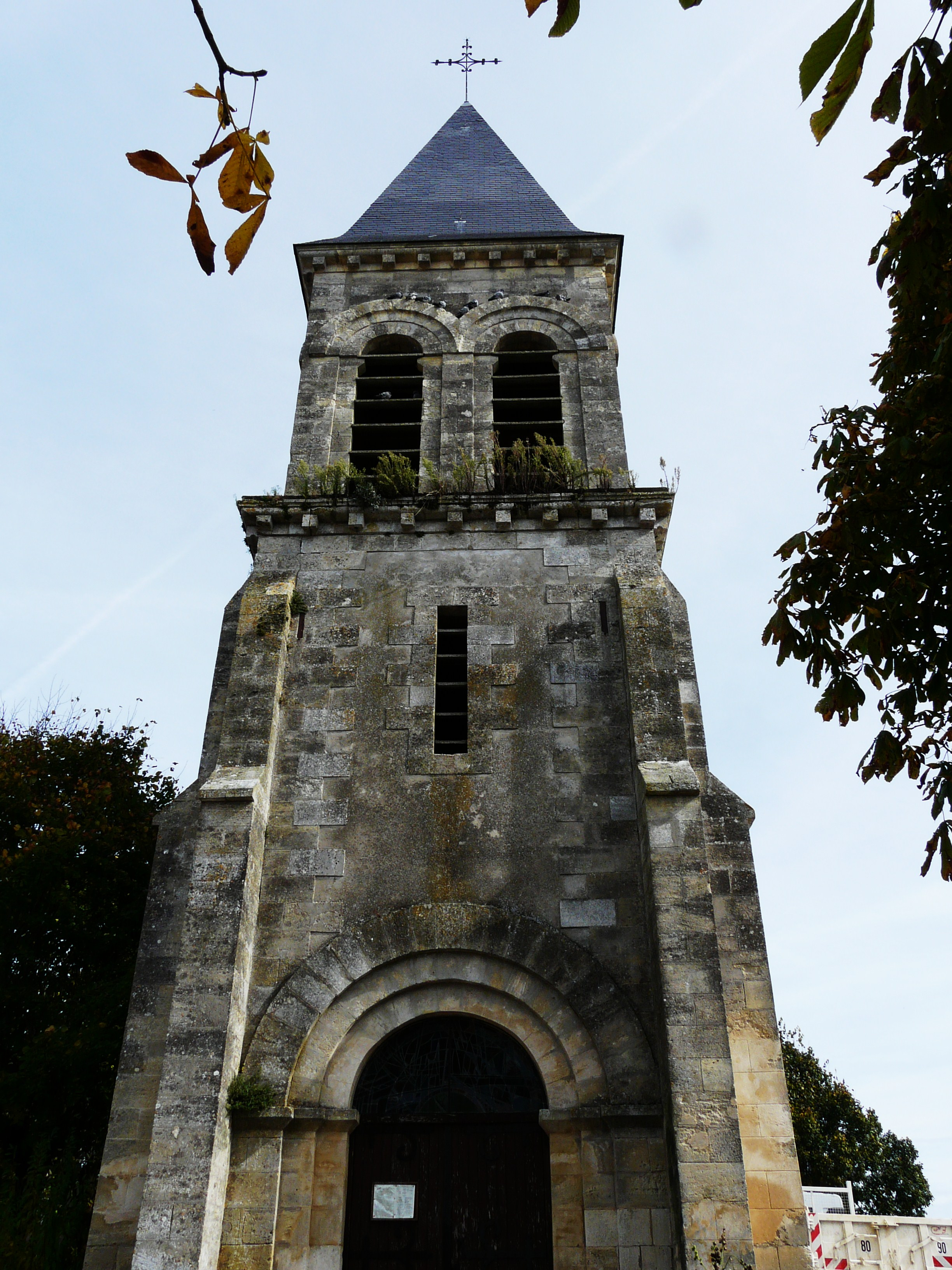
Церковь Св. Варфоломея
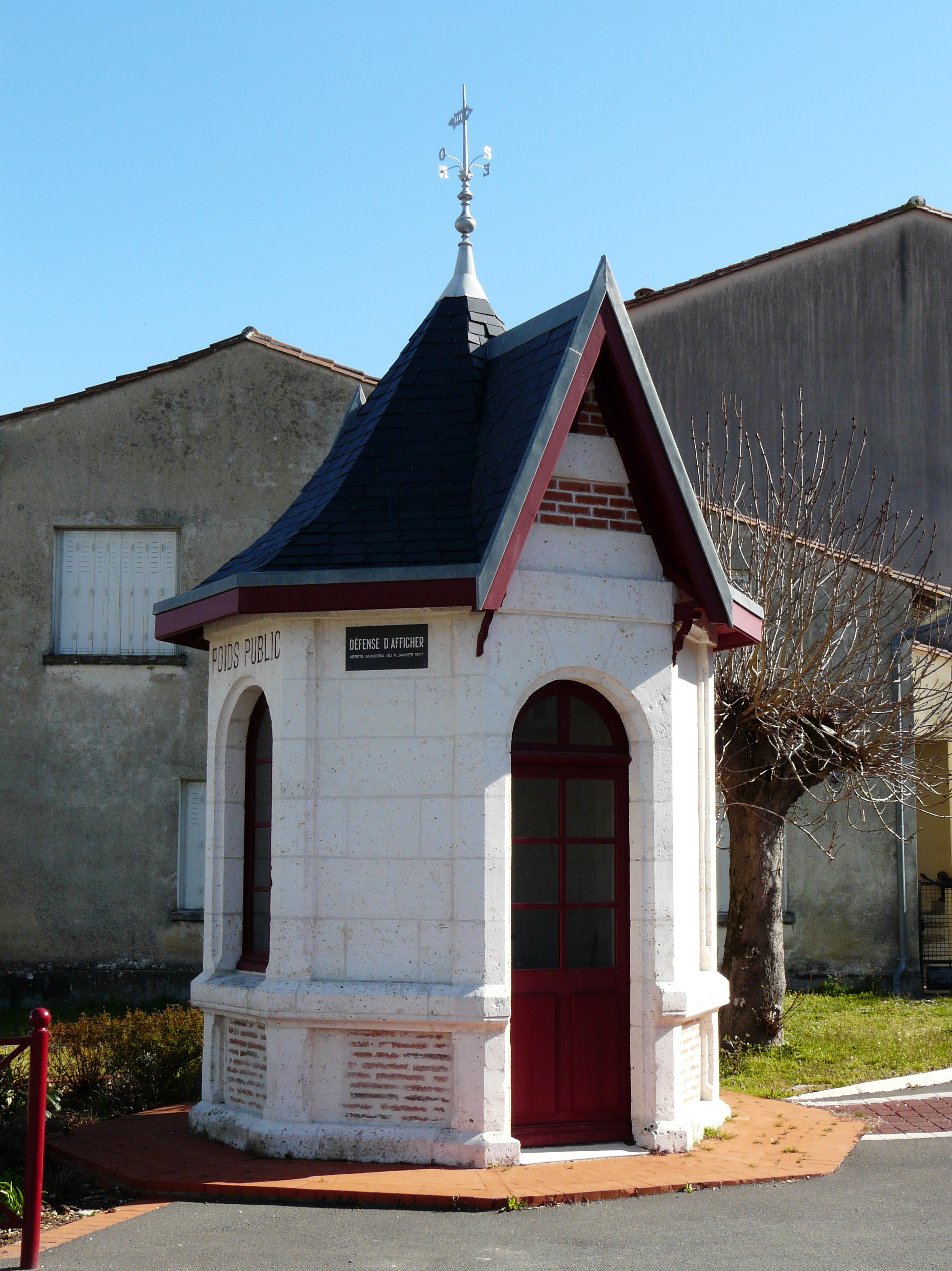
Старая постовая будка